# Behelyettesítő teológia
A behelyettesítő teológia, vagy szupercesszionizmus, vagy beteljesülés teológia az újszövetségi állítások keresztény értelmezése, mely szerint Isten és a keresztények kapcsolata ’helyettesíti’ vagy ’beteljesíti’ vagy ’bevégzi’ a zsidóknak (vagy Izrael népének) tett ígéretet.
A behelyettesítő teológia Szent Pál leveleiben jelenik meg legtisztábban, de már Szent Péter látomásának is ez az értelme. Hasonlóan, amikor Jézus a római századossal találkozott: "Amikor Jézus ezt hallotta, elcsodálkozott, és így szólt az őt követőkhöz: Bizony mondom nektek, senkiben sem találtam ilyen nagy hitet Izráelben. De mondom nektek, hogy sokan eljönnek napkeletről és napnyugatról, és asztalhoz telepednek Ábrahámmal, Izsákkal és Jákóbbal a mennyek országában; akik pedig a mennyek országa fiainak tartják magukat, kivettetnek a külső sötétségre, ott lesz majd sírás és fogcsikorgatás." Ugyanez jelenik meg a szőlőművesekről szóló példabeszédben.

## A behelyettesítő teológia tételei
- A keresztény egyház átvette Izrael (a zsidó emberek és a föld) szerepét Isten terveiben. Más néven, Izrael ki lett rekesztve azáltal, hogy az egyház történelmileg átvette a szerepet.
- Az zsidó emberek többé már nem a ’kiválasztott nép’. Valójában már semmiben nem különböznek bármely másik népcsoporttól, mint pl. az angolok, a spanyolok vagy az afrikaiak.
- A bűnbánatot, az újjászületést és az egyházba való felvételt leszámítva, a zsidóknak Isten tervében nincs semmi jövőjük, semmi reményük és semmi elhívásuk. Ugyanez igaz minden más nemzetre és népcsoportra.
- Az apostolok cselekedetei 2. fejezetében leírt pünkösd óta, a Bibliában található ’Izrael’ kifejezés az egyházra értendő.
- A Bibliában található, Izraelre vonatkozó ígéretek, szövetségek és áldások, elvétettek a zsidóktól és az egyháznak lettek adva. Azonban, a Bibliában található átkok ezután is vonatkoznak rájuk, mivel elutasították Krisztust.

## Fordítás
Ez a szócikk részben vagy egészben  a   Supersessionism című angol Wikipédia-szócikk fordításán alapul.  Az eredeti cikk szerkesztőit annak laptörténete sorolja fel. Ez a jelzés csupán a megfogalmazás eredetét és a szerzői jogokat jelzi, nem szolgál a cikkben szereplő információk forrásmegjelöléseként.